# ۲آلفا-مانوبیوس
۲آلفا-مانوبیوس (به انگلیسی: 2α-Mannobiose) با فرمول شیمیایی C۱۲H۲۲O۱۱ یک ترکیب شیمیایی با شناسه پاب‌کم ۱۱۰۹۹۹۴۶ است. که جرم مولی آن ۳۴۲٫۳ g/mol می‌باشد. 